# Labidostomis pachysoma
Labidostomis pachysoma је врста тврдокрилца из породице буба листара (Chrysomelidae).
Инсект је дуг 7–8 mm. Од сродних врста се разликује по томе што су покрилца сива, а само су им почеци и крајеви наранџасти. На раменима има две мање црне пеге. Ноге и скутелум су црни.
Labidostomis pachysoma је по свему судећи врло редак инсект. У базама које имају на хиљаде података о другим врстама за ову се може наћи свега неколико налаза. За сада се зна да живи у Србији и Русији. Налази у Србији су већином из јужне половине земље.